# Кинг Сити (Орегон)
Кинг Сити (енгл. King City) град је у америчкој савезној држави Орегон.

## Демографија
По попису из 2010. године број становника је 3.111, што је 1.162 (59,6%) становника више него 2000. године.
| Група             | 2000.         | 2010.         |
| Белци             | 1.908 (97,9%) | 2.684 (86,3%) |
| Афроамериканци    | 0 (0,0%)      | 55 (1,8%)     |
| Азијати           | 18 (0,9%)     | 162 (5,2%)    |
| Хиспаноамериканци | 10 (0,5%)     | 140 (4,5%)    |
| Укупно            | 1.949         | 3.111         |